# Mates of State
I Mates of State sono un duo Indie pop Americano attivo dal 1997. Il gruppo è formato dalla coppia marito-moglie Kori Gardner (voce, organo, sintetizzatore, piano, piano elettrico e, occasionalmente, chitarra) e Jason Hammel (voce, batteria, percussioni e, occasionalmente, sintetizzatori).
Fino al 2015, il duo ha pubblicato quattro EP e sette album. Quello più recente, Mountaintops, è stato pubblicato il 13 settembre del 2011.